# لي كروزو
لي كروزو، (بالفرنسية: Le Creusot)‏، (نطق: lə kʁøzo)، هي بلدية في إقليم سون ولوار، في منطقة بورغوني-فرانش كومته، في شرق فرنسا.

## توأمة
للي كروزو اتفاقيات توأمة مع:
- بليزكاستل

## أعلام
- فابريس كوريا
- أوجين شنايدر
- جان كلود ميرلين
- منصور بوتابوت
- كلودي هاينيري
- فا سوكثورن
- أدولف شنايدر